# L'Avocat pédicure
L'Avocat pédicure est une comédie-vaudeville en un acte d'Eugène Labiche, en collaboration avec Gustave Albitte et Auguste Lefranc, représentée pour la première fois à Paris au Théâtre du Palais-Royal le 24 avril 1847.
Elle a paru aux éditions Beck.

## Distribution
| Acteurs et actrices ayant créé les rôles |                   |
| Personnage                               | Acteur ou actrice |
| Philoctète, pédicure                     | Luguet            |
| Barbenchon, avocat                       | M. Germain        |
| Chaffaroux, ancien juge de paix          | Lhéritier         |
| Rambour                                  | Kalekaire         |
| Alfred, son neveu                        | M. Berger         |
| Mariette, domestique de Barbenchon       | Mlle Juliette     |